# کوستا سرینا
کوستا سرینا (به ایتالیایی: Costa Serina) یک کومونه در ایتالیا است که در استان برگامو واقع شده‌است. کوستا سرینا ۱۲ کیلومتر مربع مساحت و ۴۸۸ نفر جمعیت دارد و ۸۶۸ متر بالاتر از سطح دریا واقع شده‌است.